# Фукуси, Каёко
Каёко Фукуси (яп. 福士 加代子, род. 25 марта 1982 года, Итаянаги) — японская легкоатлетка, специализирующаяся в забегах на длинные и марафонские дистанции. Бронзовый призер чемпионата мира 2013 года в марафоне. Чемпионка Азиатских игр 2006 года на дистанции 10 000 метров.
Трёхкратная победительница полумарафона Маругаме.
Трижды выступала на Олимпийских играх, но не добилась заметных успехов: в 2004 году в Афинах заняла 26-е место на дистанции 10 000 метров; в 2008 году стала 18-й на дистанции 5 км (не сумела пробиться в финальной забег) и 11-й на 10 км; в 2012 году стала 17-й на дистанции 5 км (не пробилась в финал) и 10-й на 10-километровой дистанции.

## Достижения
- 3-е место на чемпионате мира по лёгкой атлетике 2013 года — марафон.
- 1-е место на Азиатских играх 2006 года — 10 000 метров.
- 2-е место на Азиатских играх 2002 года — 5000 метров.
- 2-е место на Азиатских играх 2002 года — 10 000 метров.